# Java (São Tomé i Príncipe)
Java és una localitat de São Tomé i Príncipe. Es troba al districte de Mé-Zóchi, al nord-est de l'illa de São Tomé. La seva població és de 31 (2008 est.). L'etimologia del seu nom està relacionada amb les primeres plantacions de cafè i el tipus era Java.

## Evolució de la població
| 2001 | 2008 |
| 27   | 31   |